# Chó rừng lông vàng
Chó rừng lông vàng (danh pháp hai phần: Canis aureus) là một loài chó kích thước trung bình sống ở vùng Bắc và Đông Bắc châu Phi, Đông Nam và Trung Âu (phía trên Áo và Hungary), Tiểu Á, Trung Đông và Đông Nam Á. Được phân loại bởi IUCN là loài ít quan tâm.

## Hình ảnh

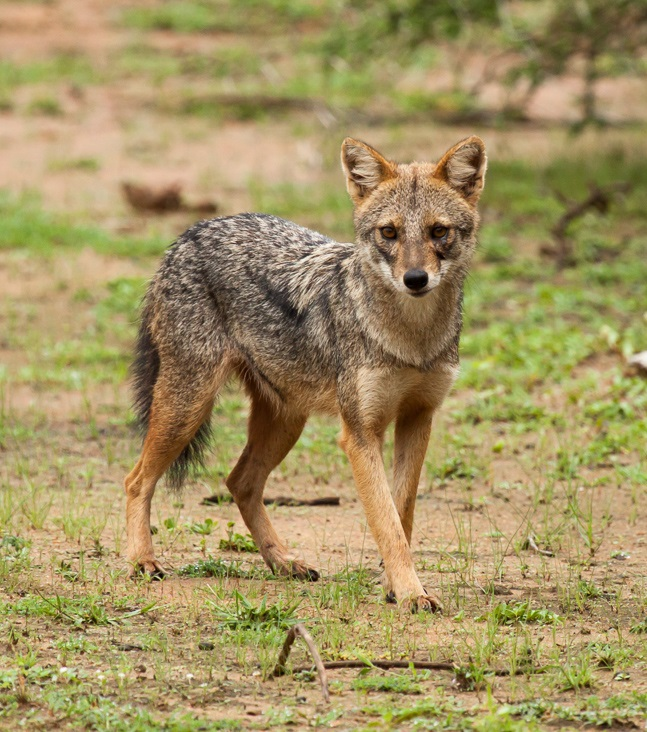
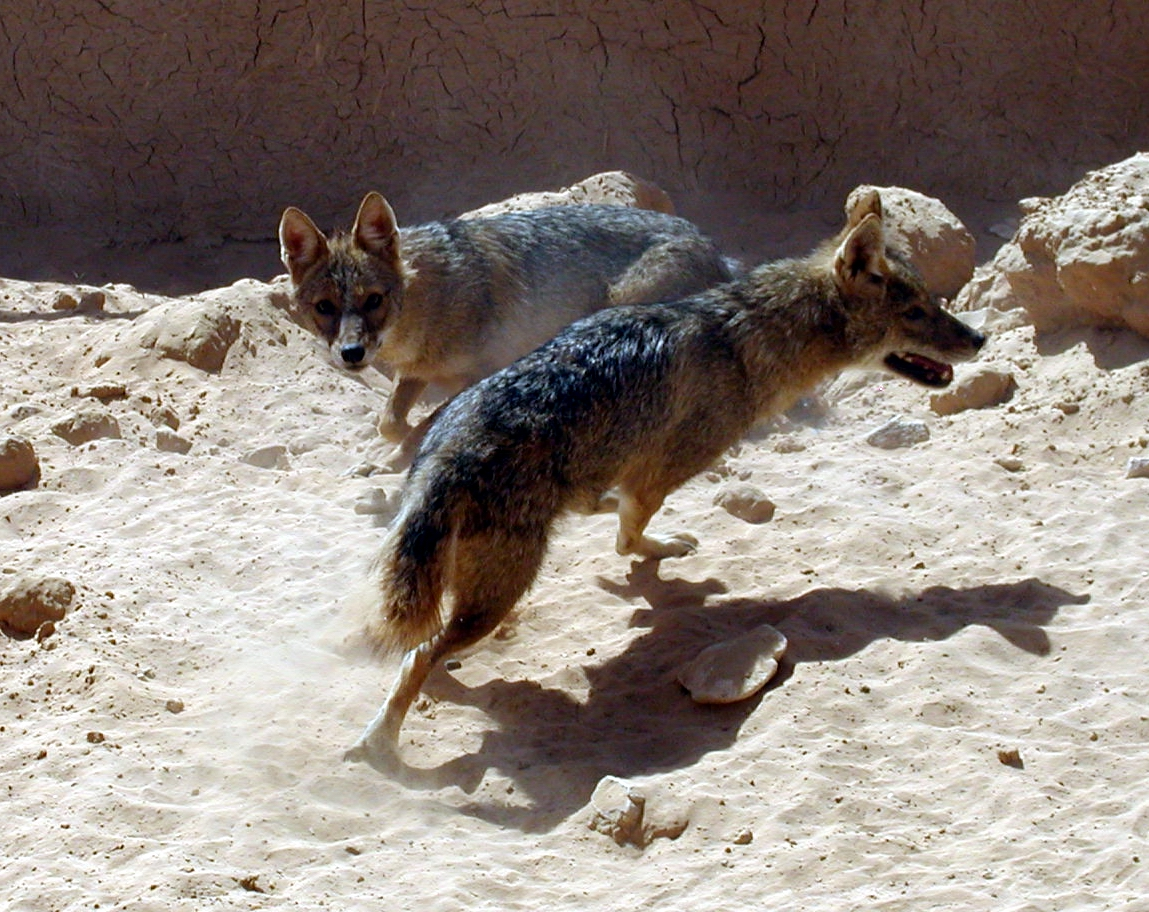
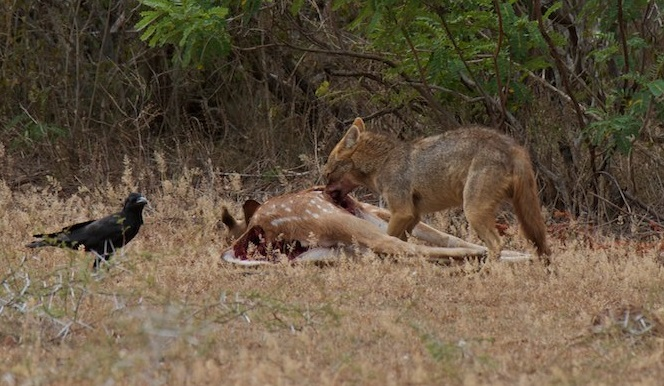